# Toiles de Mayenne
 (juillet 2022).
L'article doit être relu — et modifié si nécessaire — par des contributeurs indépendants pour apporter un regard critique aux contributions effectuées en violation des conditions d'utilisation de Wikipédia, tant sur la forme (notamment concernant le style encyclopédique, la proportionnalité) que sur le fond (la neutralité de point de vue, la qualité et l'indépendance des sources).
Toiles de Mayenne est une marque déposée et une entreprise française située à Fontaine-Daniel sur la commune de Saint-Georges-Buttavent dans le département de la Mayenne.

## Historique
À l'origine, une filature et un atelier de tissage sont créés dans le village en 1806, et se développe sous l'influence de la famille Denis.
Elle emploie en 1812 environ 760 ouvriers filateurs et tisserands à la main, jusqu'à aujourd'hui où l'entreprise compte environ 150 employés exerçant 75 métiers différents.
La nécessaire adaptation technique est restée la préoccupation de ses dirigeants, ingénieurs diplômés de l'École centrale des arts et manufactures pour la plupart : Gustave Denis, Paul Denis, Jean Denis et Bruno Denis.
En 1901, l'usine qui ne fabriquait que du tissu écru, se met à teindre le fil pour les chemises et les doublures de vêtements. Lorsqu'en 1911 elle s'oriente vers la teinturerie et les apprêts, elle emploie 350 personnes. L'usine est électrifiée en 1929. Après la Seconde guerre mondiale, un tissage est construit pour le tissu d'ameublement. En 1952, la marque Toiles de Mayenne est déposée. Un service de confection sur mesure et un service de vente par correspondance voient le jour. 
L'entreprise est depuis novembre 2018 dirigée par Jérôme Couasnon .

### 1806

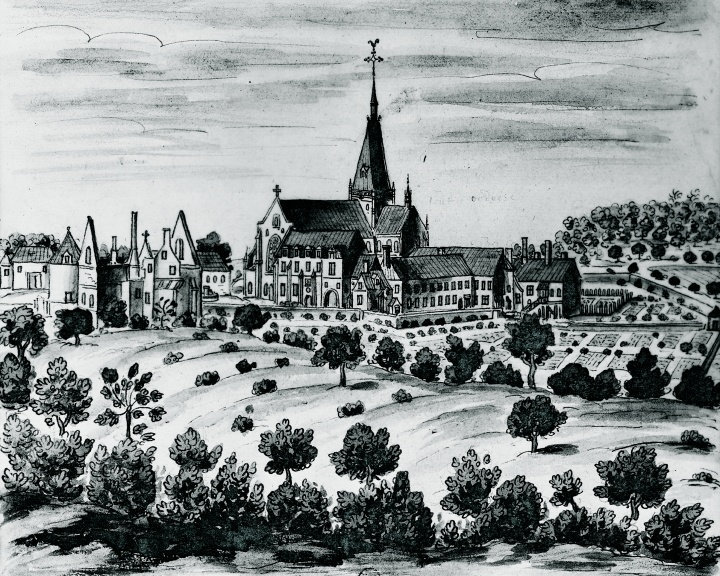
L'abbaye de Fontaine Daniel en 1806

### 1806[3]
Arrivée des pionniers du textile à Fontaine-Daniel
Le 21 juillet 1806, deux entrepreneurs parisiens, Jean-Pierre Horem et Sophie Aimée Josèphe Lewille, veuve Biarez, font acquisition de l’abbaye cistercienne Notre-Dame de Fontaine-Daniel. La guerre fait rage en Europe et Napoléon Ier proclame à Berlin le blocus continental qui ne constitue pas pour autant un obstacle aux affaires.
L'abbaye de Fontaine-Daniel a plusieurs atouts : ses bâtiments, ses terrains, l'étang qui par son apport en eau constitue une force motrice, et le savoir-faire régional en matière textile (3/4 de la population).
Installation d’une première filature et d’un premier tissage
La tradition indique que Béatrix de Gavre, épouse de Guy IX de Laval, Comte de Laval, fait venir du Comté de Flandre des ouvriers tisserands qu'elle fixa à Laval. Le titre de sire de Gavre était réservé selon la coutume familiale à l'héritier présomptif du chef de la Maison de Laval. Les ouvriers flamands enseignent le secret du blanchissage. Ce transfert de technologie serait l’origine du développement de la culture du lin et du textile en Mayenne. 
L'industrie de la toile de lin est probablement très ancienne, et faussement attribuée à cette tradition.
En 1806, lorsque Jean-Pierre Horem et la veuve Biarez prennent pied à Fontaine-Daniel, le secteur textile traditionnel est en crise. À la réouverture des fabriques de mouchoirs de Cholet, à la perte des marchés américains et à la disette des capitaux, s’ajoute la concurrence de la Belgique, incorporée à l’Empire français.
C’est ce défi que relèvent les deux associés parisiens. La mise en production de Fontaine-Daniel est rapide. Un bâtiment, le Vieux manège, est construit pour accueillir la filature initiale. Le chenal de l'étang où est installée une roue hydraulique fournit la force motrice, relayée par des chevaux quand le débit est insuffisant.   

### 1814

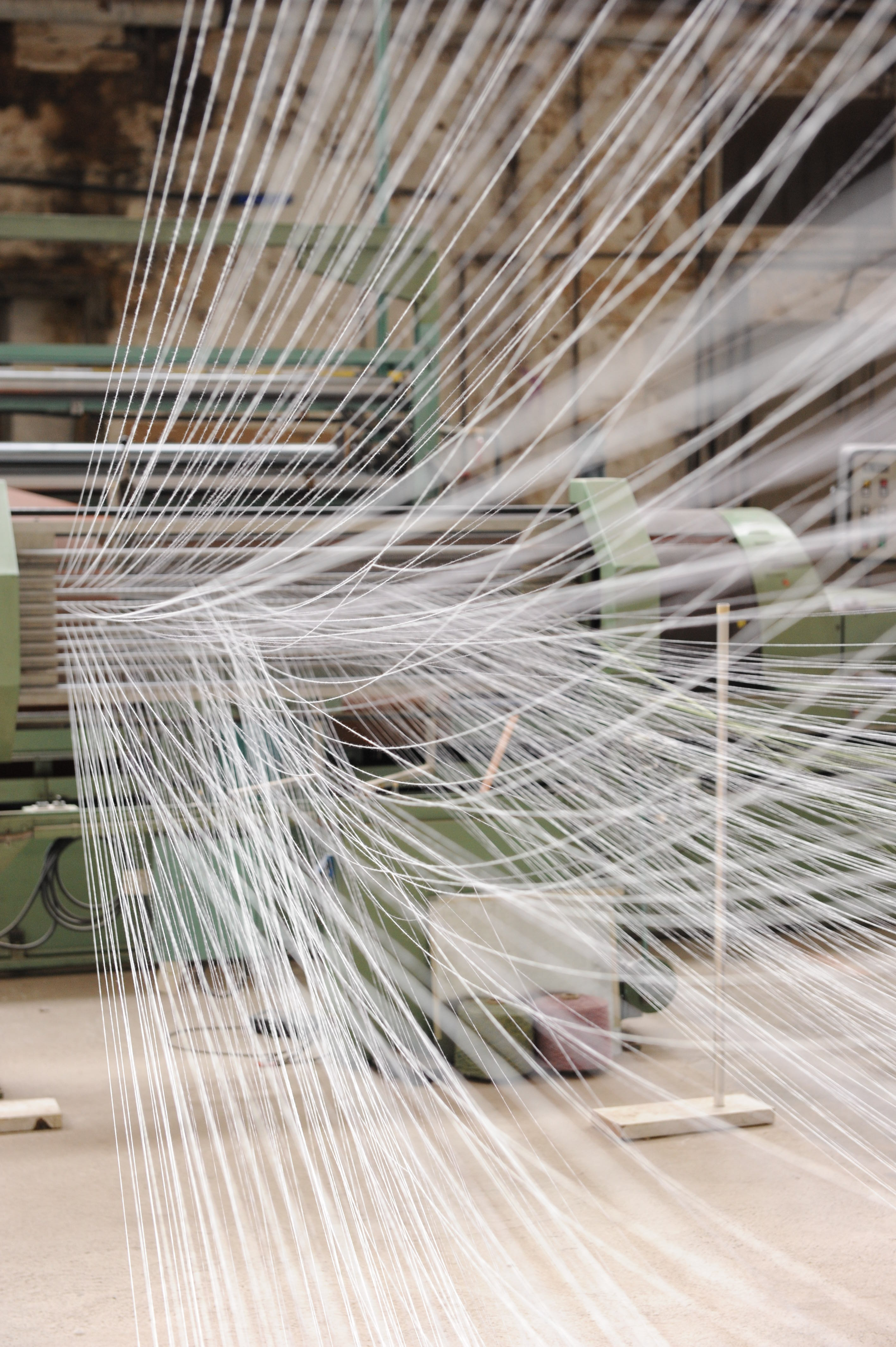
Ourdissage

Quarante ouvriers à la filature, 430 au tissage, 450 tisserands à façon et à domicile
Le succès est freiné par les difficultés d’approvisionnement en coton qui résultent du blocus. Les efforts de Jean-Pierre Horem et de la veuve Biarez sont couronnés d’un succès qui déborde largement le cadre de Fontaine-Daniel puisqu’ils doivent recourir, dans plusieurs communes des arrondissements de Mayenne et de Laval, aux ouvriers à domicile, leur fournissant des métiers à tisser et créant des comptoirs où sont gérés les stocks de matières premières et les pièces finies. La statistique départementale de 1813 relève que l’entreprise emploie 40 ouvriers à la filature, 430 au tissage à Fontaine-Daniel, et 450 hors les murs.
En Mayenne, seule la manufacture de Fontaine-Daniel s’inscrit avec succès dans l’essor de l’industrie cotonnière, récompensée par la Société d'encouragement pour l'industrie nationale, qui offre des prix pour l’amélioration des procédés et des machines et par le Conservatoire national des arts et métiers, qui forme ses ingénieurs et ses techniciens.
En janvier 1814, Jean-Pierre Horem épouse Sensitive Armfield, d'origine anglaise, qui a créé en décembre 1813 la société Sensitive Armfield et Cie, filature de laine installée à Vire (Calvados).
En mai 1814, Jean-Pierre Horem et Sophie Biarez rompent amiablement leur association et cette dernière quitte Fontaine-Daniel.
Au décès de Jean-Pierre Horem en 1828, sans postérité, Sensitive Armfield hérite de l'entreprise et en mène seule la direction.

### 1832-1938

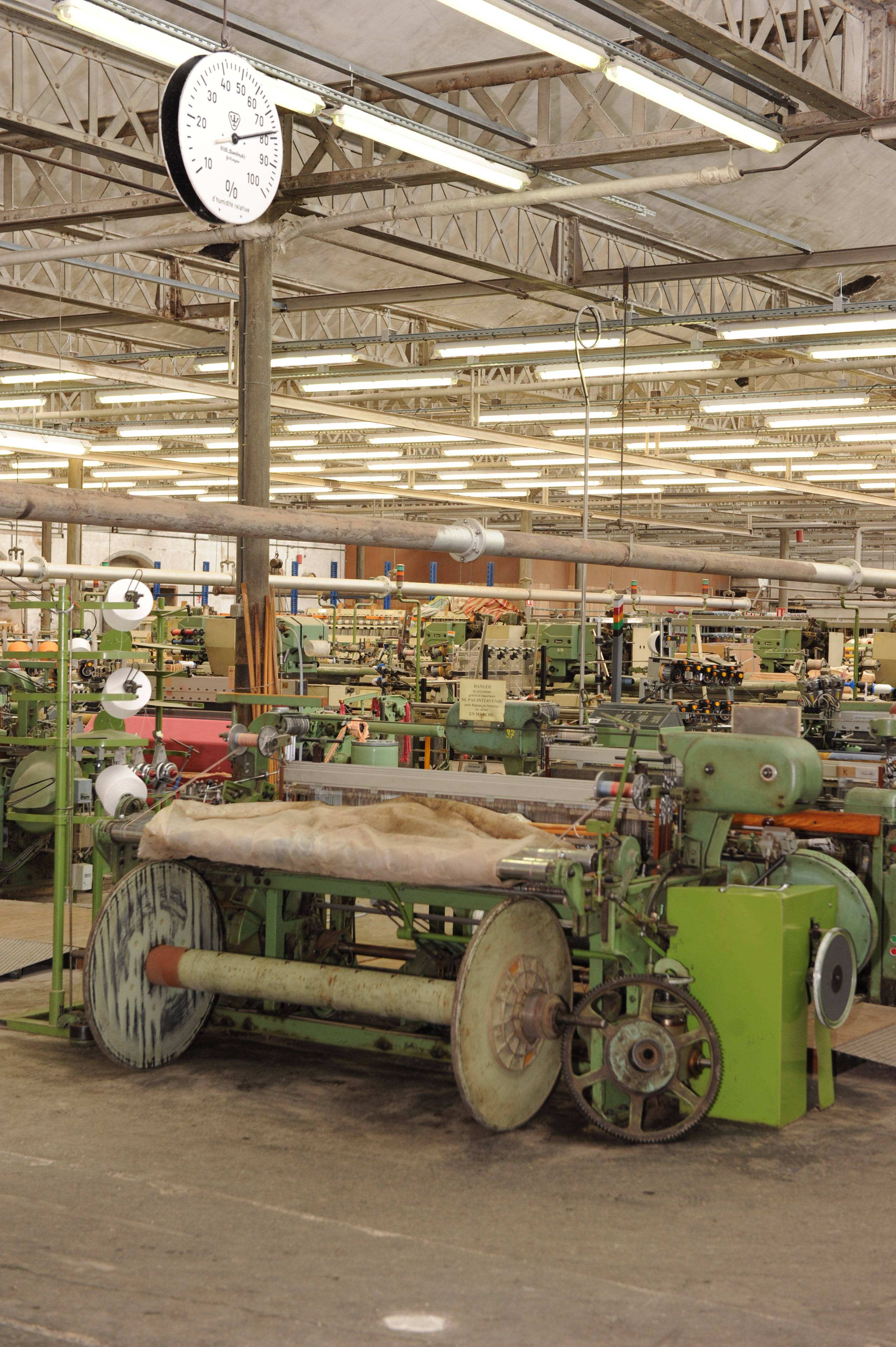
Vue de l'usine

Installation d’une machine à vapeur et d’un tissage mécanique
Sensitive Armfield fait appel à Martin Denis, marchand de vin en gros à Paris qui a épousé sa nièce Élisabeth Armfield en 1830, et à son frère Louis-Charlemagne, pour devenir directeurs, le 1er de l'usine, le second du domaine. Ils rejoindront Fontaine-Daniel en 1832 et seront les premiers de la lignée Denis dans l'entreprise. 
Leur arrivée coïncide avec une très importante transformation de Fontaine-Daniel : l’installation d’une machine à vapeur de 20 chevaux, une des rares pompes à feu du département. De l’arrivée de la vapeur s'ensuit l’accroissement de la production de filés, à partir de 1832, créant alors, au niveau du tissage, un goulet d’étranglement, qui ne peut être résorbé que par la mécanisation. Un tissage mécanique est  installé en 1838. 
Vers 1840, l’établissement de Fontaine-Daniel est le plus important de la Mayenne, avec ses 10 000 broches et ses 500 à 600 ouvriers.
Première école laïque, libre et obligatoire à Fontaine-Daniel
En 1833, Fontaine-Daniel a une école gratuite pour tous les élèves, garçons et filles, dont le maître est payé par la veuve Horem.
Le bâtiment de l’école de Fontaine-Daniel est inauguré le 26 juillet 1835. Martin Denis assigne à l’école des objectifs élevés qui dépassent la simple instruction.
Sensitive Armfield et Martin Denis sont des précurseurs dans le département en matière de politique scolaire et sociale. Leur action est en France loin d’être exceptionnelle. Une partie des entrepreneurs pratique, au XIXe siècle, le patronage, terme auquel se substituera, dans la deuxième moitié du siècle, celui de paternalisme.

### 1860
Une grève d’une journée à Fontaine-Daniel pour une question de salaire
En août 1860, pour faire face à la concurrence anglaise et comprimer les prix, la veuve Horem, qui dirige à nouveau seule l’entreprise avant l’arrivée de Gustave Denis, fils de Martin, décide de réduire d’un dixième le salaire de ses 150 tisserands. 
Mécontents, ces derniers, qui travaillent à la tâche et gagnent de 22 à 45 francs par quinzaine, selon les postes, décident, le 24 août, de se mettre en grève. C’est l’alarme. Le sous-préfet de Mayenne se rend aussitôt à Fontaine-Daniel, accompagné du procureur impérial et du capitaine de gendarmerie, et joue les médiateurs : « Un usage qui a force de loi dans le ressort du Conseil des Prud’hommes de Mayenne veut que les ouvriers ne puissent quitter l’atelier qu’après avoir prévenu le directeur une quinzaine à l’avance. Madame Horem en réclamait l’application et sur mon observation que cet engagement devait être synallagmatique, en ce sens qu’il ne devait pas être loisible au maître de changer les conditions de travail sans que les ouvriers fussent prévenus, elle a consenti à maintenir les anciens salaires jusqu’à l’expiration de la quinzaine commencée hier ». 
Cette grève, même très brève, est l’indice des difficultés que traverse l’usine. Dans ce contexte de concurrence accrue, la sécession en Amérique des États confédérés en 1860, suivie de la guerre, en 1861, fait l’effet d’un coup de tonnerre. Elle détermine Madame Horem, alors âgée de 68 ans, à passer la main. Aucun mouvement de grève ne sera plus enregistré à Fontaine-Daniel, même en 1900, 1936, et 1968.
Gustave Denis, fils de Martin, est un candidat idéal à la succession. Ingénieur de l’École centrale des Arts et Manufactures, il a commencé sa carrière professionnelle à Amilly (Loiret), dans une filature de soie, jusqu'en 1858, date à laquelle il revient à Fontaine-Daniel. 
En juillet 1860, il épouse, à Montmorency, Eugénie Reine Merle d’Aubigné, née à La Nouvelle-Orléans. Son père, Ami Merle d'Aubigné, y est affréteur et consul de Suisse. Il est issu d’une famille de calvinistes français (descendants du poète Agrippa d’Aubigné), réfugiée à Genève.  
En 1862, Gustave Denis rachète avec sa femme l'entreprise textile à Sensitive Armfield et la dirige pendant près de cinquante ans. Il sera également maire de Saint-Georges-Buttavent, président du conseil général de la Mayenne pendant trente ans et sénateur. 

### 1894-1911
De la première teinturerie à la fin de l’activité de filature
En 1894, la couleur arrive à l’usine : la première teinturerie est mise sur pied. L’usine est alors entièrement intégrée, mais pendant dix-sept années seulement, jusqu’à l’arrêt de la filature en 1911. C’est une décision essentielle dans l’histoire de l’entreprise de Fontaine-Daniel ; elle inaugure un mouvement de glissement vers l’aval dans la fabrication et la mise en œuvre des produits textiles.

### 1925-1929

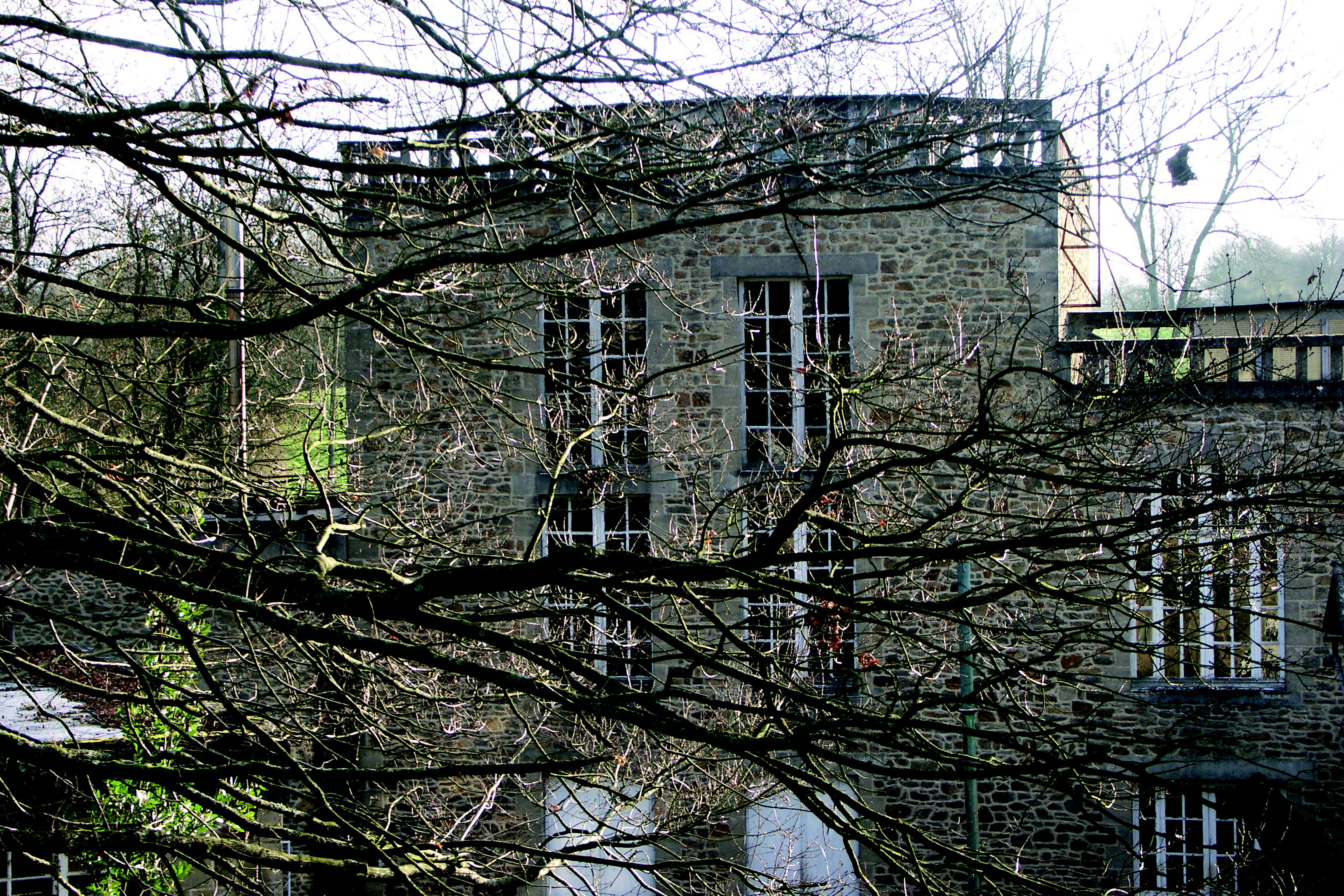
Anciennes chaudières de l'usine

Un grand chantier pour une nouvelle chaufferie, de même que l’électrification de l’usine permettent notamment le développement des apprêts
Il faut relever le défi de l’après-guerre et assurer la continuité de la maison. Paul et Georges Denis, fils de Gustave, cherchent les voies et les moyens d’améliorer la productivité et la rentabilité, en installant une nouvelle turbine hydraulique de 150 chevaux. La question de la force motrice est capitale, d’où la construction dirigée par Jean Denis fils de Paul, en 1929, d’une nouvelle chaufferie et l’installation d’une turbine à vapeur. Toute l’usine est électrifiée à partir de cette date. 
Mais, après 1941, la rareté du charbon oblige à multiplier les sources d’approvisionnement (jusqu’à seize). Divers perfectionnements sont apportés dans la fabrication des tissus. À la fin des années vingt, apparaissent des laineuses qui rendent le tissu duveteux. Les orientations prises à l’aube du XXe siècle, notamment en matière de développement des apprêts et de la teinturerie, se confirment dans l’entre-deux-guerres, sous l’impulsion de Jean Denis. 
On passe de la teinture en fil à la teinture en pièce, en fabriquant à l’usine même des machines à teindre au large, assez rudimentaires, mais qui permettent de teindre du tissu à doublure, en gris, le plus souvent, en noir ou encore en brun.
Parallèlement, un programme immobilier de construction de maisons individuelles à Fontaine-Daniel est lancé, il s’étalera jusqu’aux années 1960. Georges Denis, dès avant la Grande Guerre, s’était efforcé d’améliorer l’offre et la qualité des logements à Fontaine-Daniel. 
Mais le véritable bâtisseur, c’est Jean Denis, centralien comme ses pères, qui lance, à partir de 1925, un programme immobilier. Avec l’aide d’un maçon chef d’une équipe de huit ouvriers, auxquels il faut ajouter deux menuisiers et un charpentier couvreur. Jean a plus que le goût de la construction, il en a la passion. Il aurait aimé – il l’a confié à son  chauffeur Rémi Crétois- , être architecte des Monuments de France. Il fait le choix de maisons à deux logements de plain-pied, avec jardin et cuisine, en pierre, dans le style traditionnel de la région, avec un évident souci d’harmonie et d’esthétique. Son fils Bruno, centralien également, perpétuera cette approche pour ce qui furent les dernières maisons construites par l'entreprise. Trois maisons furent construites ensuite à l’initiative de particuliers.

### 1939-1940

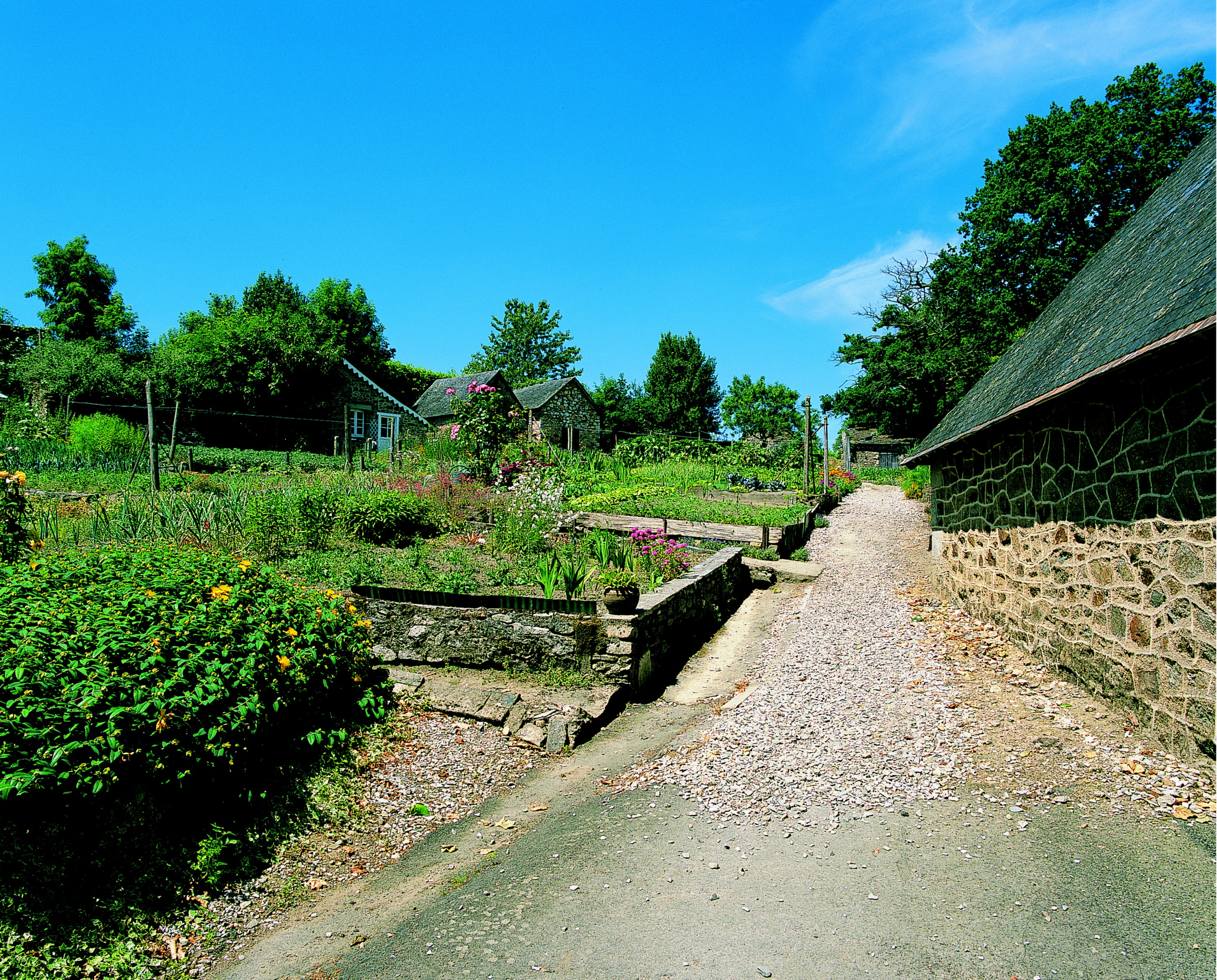
Les jardins du village aujourd'hui

Construction de la chapelle Saint-Michel
La construction d’une chapelle catholique dédiée à Saint-Michel renforce le pacte entre la Place et l’Abbaye. Pour assister à l’office, les habitants de Fontaine-Daniel n’avaient d’autre choix que d’aller à Saint-Georges-Buttavent ou, plus loin encore, à Mayenne. À l’initiative du curé de Saint-Georges, une pétition est lancée pour la construction  d’un lieu de culte.
C’est Jean Denis, protestant, inspiré par les idées esthétiques du philosophe Rudolf Steiner, qui en conçoit les plans et la sobre mais élégante décoration. Doté d’un goût artistique prononcé, il a dessiné au pastel les maquettes de ses lumineux vitraux. Cela lui vaut le surnom de Logeur du Bon Dieu. Les maçons de l’entreprise, notamment le chef d’équipe, Georges Seigneur (dont le fils deviendra le chef du service entretien de l’usine), et Jules Bigot (le père de Colette Bruneau), en posent la première pierre le 26 mai 1938 au bord de l’étang, sur un lopin qui appartient à l’usine. Elle est achevée le 19 novembre 1939 sur un roc (symbole biblique). Les cloches sont financées par les ouvriers qui donnent le fruit d’une journée de travail. Bel exemple d’œcuménisme même si, en mai 1947, après la célébration - dûment autorisée par l’évêque -, du mariage protestant de Corinne, la fille de Jean, un exorciste est dépêché pour chasser les démons de la chapelle.
Développement important des jardins ouvriers pour faire face au contexte de la guerre
Au début de la Deuxième Guerre mondiale, une nouvelle surface de jardins ouvriers est créée. Ces jardins se situent dans la partie haute du village, entre la salle des fêtes (1966), l’étang et la forêt. Ils sont créés à l’attention des familles pour qu’elles supportent le rationnement mis en place par le régime de Vichy, ils sont pour cette raison surnommés les pétains. 
Les surfaces mises à disposition sans loyer sont évaluées en tenant compte  du nombre de personnes composant chaque famille. Les cabanons de jardin noirs ont été élevées, à côté des pétains, avec le bois des caisses de bobines de fil de 150 g (la bobine) provenant du tissage et que les ouvriers ont pu récupérer. Pour le protéger des intempéries, le bois clair des planchettes était ensuite enduit de goudron.

### 1945

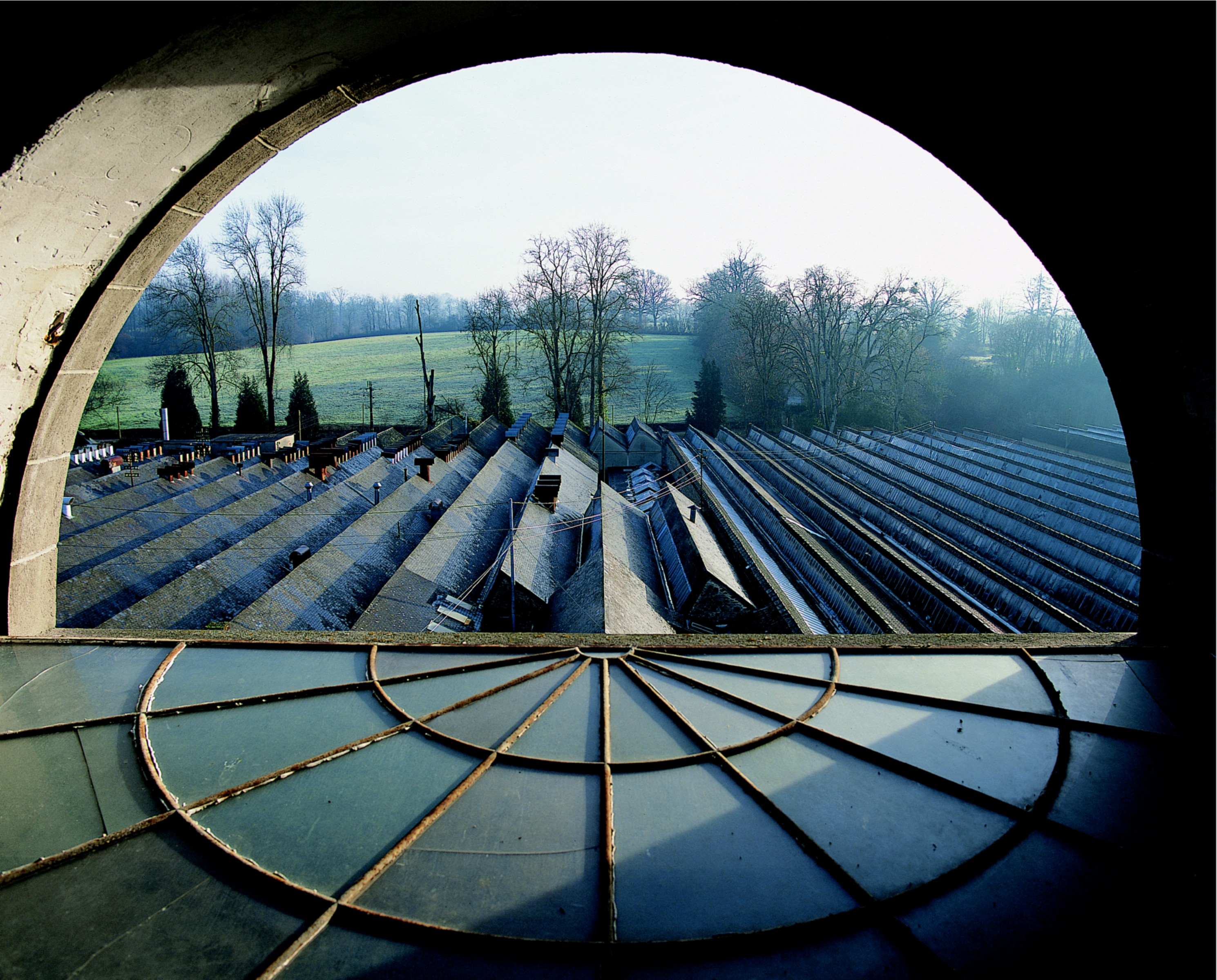
Toits de l'usine

Publication d’un livret écrit par Jean Denis, De la constitution d’une vie sociale harmonieuse
C’est durant cette période où l’usine tourne au ralenti – quand elle tourne, car les arrêts de travail sont nombreux -, que Jean Denis fait imprimer à Laval, chez Barnéoud Frères et Cie, en mars 1945, un petit essai d’une trentaine de pages, intitulé De la Constitution d’une vie sociale harmonieuse. Articulé en deux parties, d’abord Les principes puis L’application. Les trois ordres et l’État, ce texte mérite d’être cité. Il traduit chez son auteur des préoccupations qui dépassent celles d’un banal chef d’entreprise. A la Libération, la question de nouvelles institutions pour la France se pose avec acuité. Jean Denis fait des propositions pour la future Constitution. Constatant, comme beaucoup de ses contemporains, que la guerre a détruit un édifice social périmé, il y voit l’occasion de construire un ordre social nouveau, alternative à l’idéologie du communisme conquérant, sorti grandi de la lutte contre le nazisme. Dénonçant le danger du collectivisme, y compris pour le prolétariat, car il assoira la prédominance économique, en rendant le pouvoir politique encore plus solidaire de l’économique et en substituant à un patronat contrôlable, un nouveau patronat incontrôlable et tout-puissant : l’État, Jean Denis cherche une troisième voie, tout en reconnaissant les apports de certaines réformes de 1936, comme les contrats collectifs obligatoires et les congés payés. Pour lui, l’expérience du Front populaire a échoué car elle n’a pas été pensée de façon globale. Il dessine donc une troisième voie, de nature contractuelle, entre le collectivisme, visage de la tyrannie de l’État et, le capitalisme, que sa rapacité condamne à une inexorable destruction. Jean Denis n’est pas partisan d’une liberté absolue en matière économique et il ne réfute pas la nécessité d’une économie dirigée, mais il rappelle que la lutte économique, la concurrence de maison à maison et de pays à pays est une bataille continuelle ; pénible mais indispensable au progrès et du reste inévitable. Adepte, comme Gustave Denis de l’empirisme, il développe une vision de la société dont la résonance est très saint-simonienne : « Toutes les grandes théories d’économie, échafaudées jusqu’ici, n’ont eu qu’une apparence de vérité passagère. Aussi est-il indispensable que l’économie soit dirigée par des hommes qui restent en plein combat, c’est-à-dire  par des chefs d’entreprise ayant fait leurs preuves et n’ayant pas abandonné leur métier. C’est là une grande difficulté car de tels chefs ont généralement peu de loisirs ». Dans ce texte, où il décrit sa vision d’un prolétariat heureux, il manifeste également des préoccupations écologiques, qui résonnent avec force soixante ans plus tard et qui traduisent une conception de l’homme pensé dans le cosmos : « […] Le travail de la terre participe plus que tout autre à la vie de la planète, à celle de l’univers ; cette vérité élémentaire doit constamment être devant nos yeux sans quoi la mentalité industrielle s’emparera de la paysannerie et amènera une ruine générale du sol nourricier, par une intensification des méthodes purement scientifiques et un lent oubli des coutumes ancestrales.[…] Une nation n’est saine que si elle s’appuie sur une paysannerie vigoureuse, et cette paysannerie ne reste forte que si, vivant au contact de la nature, elle ne la violente pas par des moyens chimiques et des techniques industrielles, mais se plie à ses rythmes et sait les aimer ».

### 1952

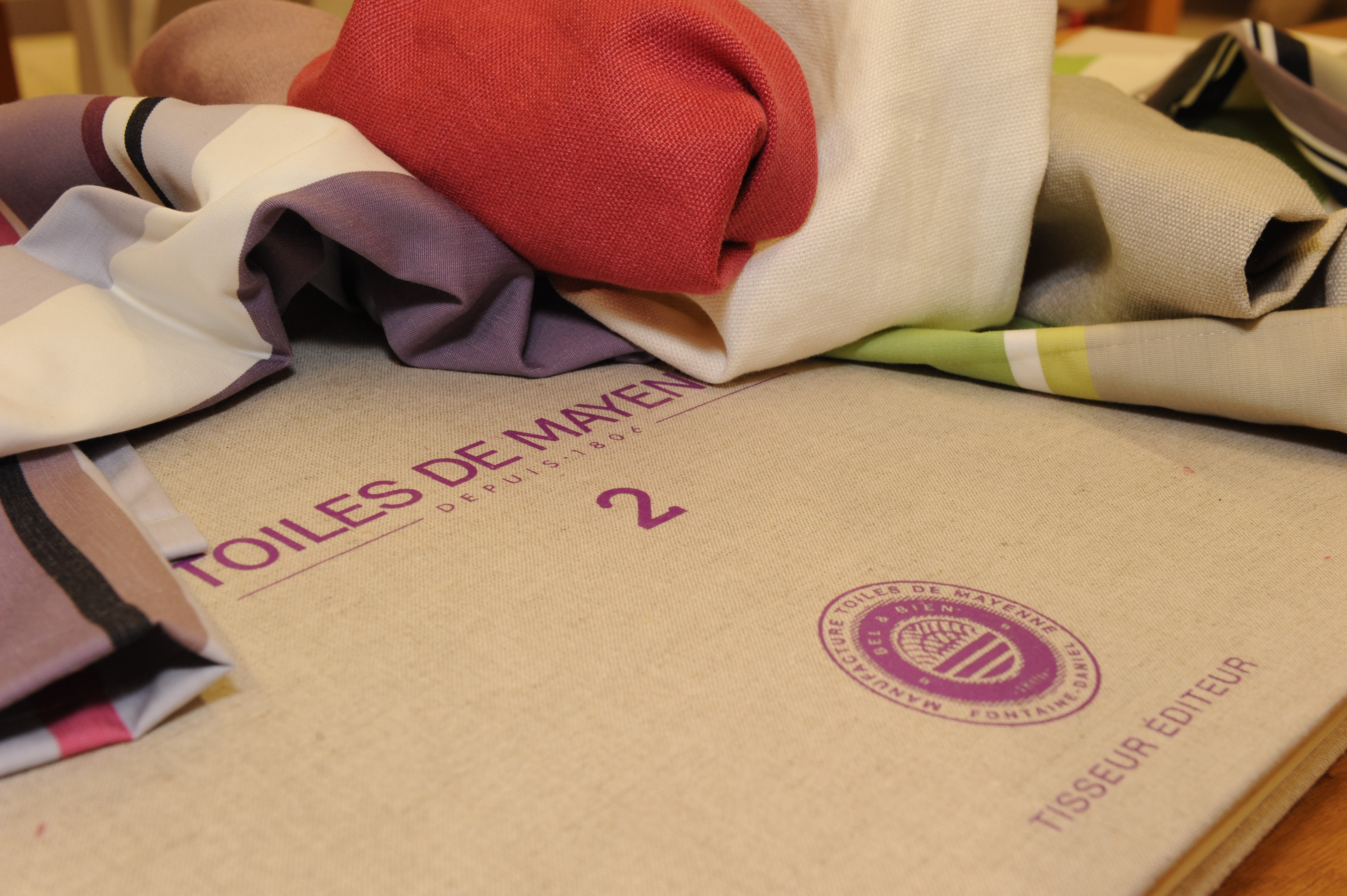
Marque Toiles de Mayenne

Création de la marque Toiles de Mayenne pour la vente aux particuliers de tissus d’ameublement
Les mœurs commerciales des grossistes, qui déplaisent à Jean et Bertrand Denis, les incitent à choisir la voie de la vente par correspondance. Ainsi naît, le 5 septembre 1952, la marque Toiles de Mayenne. Toiles de Mayenne a la particularité d’être cliente et indépendante de la société de  tissage, teinturerie et apprêt, B. et J. G. Denis et de ses 302 salariés. La marque est enregistrée à l’Institut national de la propriété industrielle, le 6 septembre 1955. 
La vente directe d’étoffes Toiles de Mayenne se fait au métrage en direction d’une clientèle sachant coudre ou ayant une couturière attitrée, ce qui est très répandu à l’époque. La prudence reste de mise, mais les débuts de Toiles de Mayenne sont prometteurs. Les commandes atteignent rapidement 2 000 mètres par jour alors que la disposition initiale des services de coupe et d’expédition était prévue pour en  traiter 1 000. Toiles de Mayenne devient premier client de  B. et J.G. Denis et Cie. La fusion entre les deux sociétés est réalisée le 21 février 1967. Nonobstant, la direction alerte en 1954 les responsables politiques sur la menace que ferait courir aux industries textiles la fin du contingentement des importations ; mais le succès des tissus d’ameublement et de leur doublure en « envers blanc » permet de remettre en route dix métiers à grande laize. Cela compense, en partie, la faible demande des tissus de petite laize.
De nouveaux équipements en machines sont réalisés régulièrement entre 1956 et 1963 : nouveaux ourdissoirs, agrandissement de la teinturerie en fils (nouvelle chaudière, machine à blanchir en pièces, bobineuses), suppression des métiers automatiques à une navette (1963) au profit de douze nouveaux métiers sans navette Diedrich, mais aussi canetières automatiques et sanforiseuse. Ces investissements portent leurs fruits et dynamisent la production.
Grandes activités théâtrales
Dans le même temps, « Madame Paul », la femme de Paul Denis, participe de façon très active à la politique de patronage : distribution de cadeaux de naissance (lits ou vêtements), soins infirmiers et animations variées, notamment au Cercle des filles où l’on joue et où l’on cause. « Madame Paul » est l’âme de la troupe théâtrale de Fontaine-Daniel. Colette et André Bruneau se souviennent de la direction exigeante de la patronne, dont le rêve secret avait été d’être actrice. Elle était particulièrement attentive à la diction et proposait aux ouvriers et employés, adultes ou enfants, les grands textes de la littérature française. De nombreuses pièces classiques seront jouées entre 1940 et 1957. Le ministre de l’Éducation nationale, Yvon Delbos, confère à « Madame Paul », le 1er janvier 1949, les palmes académiques.

### 1961

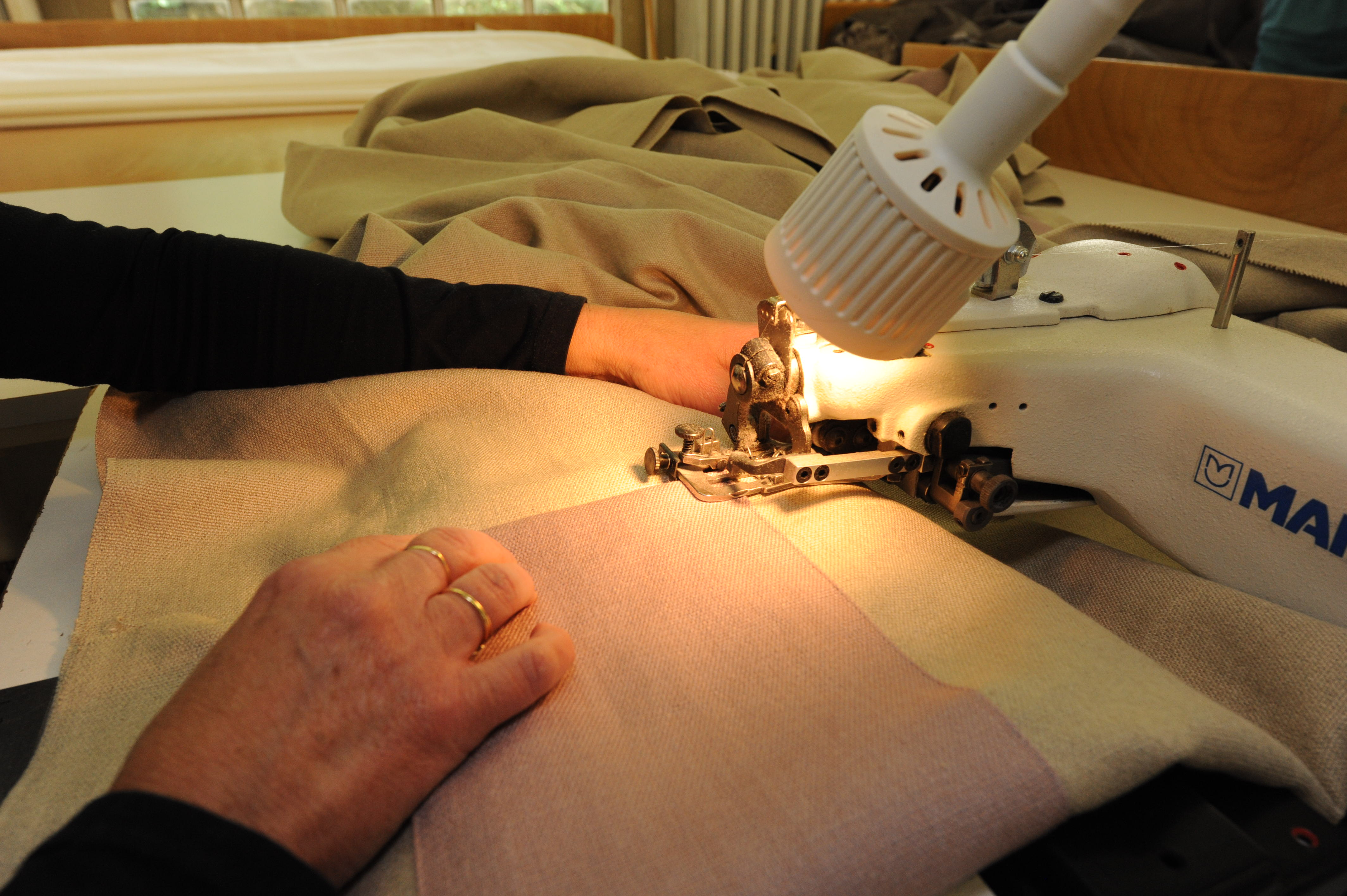
Confection.

Création de l’atelier de confection, qui deviendra après une quarantaine d’années l’atelier le plus important de l’entreprise, près de cinquante personnes en 2006.
Au début, la production pour l’ameublement consiste à vendre du tissu au métrage. Néanmoins, à partir du printemps 1961, l’entreprise innove en proposant des articles de « blanc ». Draps, torchons, oreillers, traversins occupent en partie le temps de travail de la couturière, Henriette Crier, que Jean Denis a débauchée chez le confectionneur Coulange, à Mayenne. Son mari Raymond travaillait déjà comme tisserand à Fontaine-Daniel. Elle commence seule avec deux machines à coudre. C’est elle aussi, en 1962, qui inaugure la confection sur mesure de rideaux et couvre-lits : elle se forme elle-même en taillant chez elle des patrons pour trouver des solutions aux problèmes posés par les exigences de la clientèle comme les modèles de drapés ou de festons qu’elle n’avait jamais réalisés auparavant. Elle devient responsable d’un atelier qui regroupera trente puis cinquante coupeurs ou couturières.
L'entreprise comptabilise alors les ventes dans un grand livre-journal d'1,6 m de large sur 0,6 m de haut, avec une colonne par tissu et la comptable assise sur une chaise sur rails. Une semaine est nécessaire pour connaître les chiffres de vente. En 1966, Bruno Denis entreprend d'équiper l'entreprise d'un ordinateur à cartes Bull Gamma 55, avec une mémoire centrale de 2 500 octets. Loué à partir de mars 1967, l'ordinateur permet de sortir les chiffres en deux jours.
Cette période faste est marquée par une cinquantaine de nouvelles embauches et par la création de nouveaux articles (satin brillant rayé). Succès oblige : Toiles de Mayenne s’installe, en 1967, à l’écart de l’Abbaye, dans un nouveau bâtiment construit à la périphérie du village, en bordure de Bois de Salair. On y  adjoint un magasin d’exposition et de vente directe au public.
Désormais l’entreprise marche sur deux jambes, l’habillement et l’ameublement, chacun rythmé par des cycles de trois ou quatre ans d’expansion et de ralentissement.

### 1968

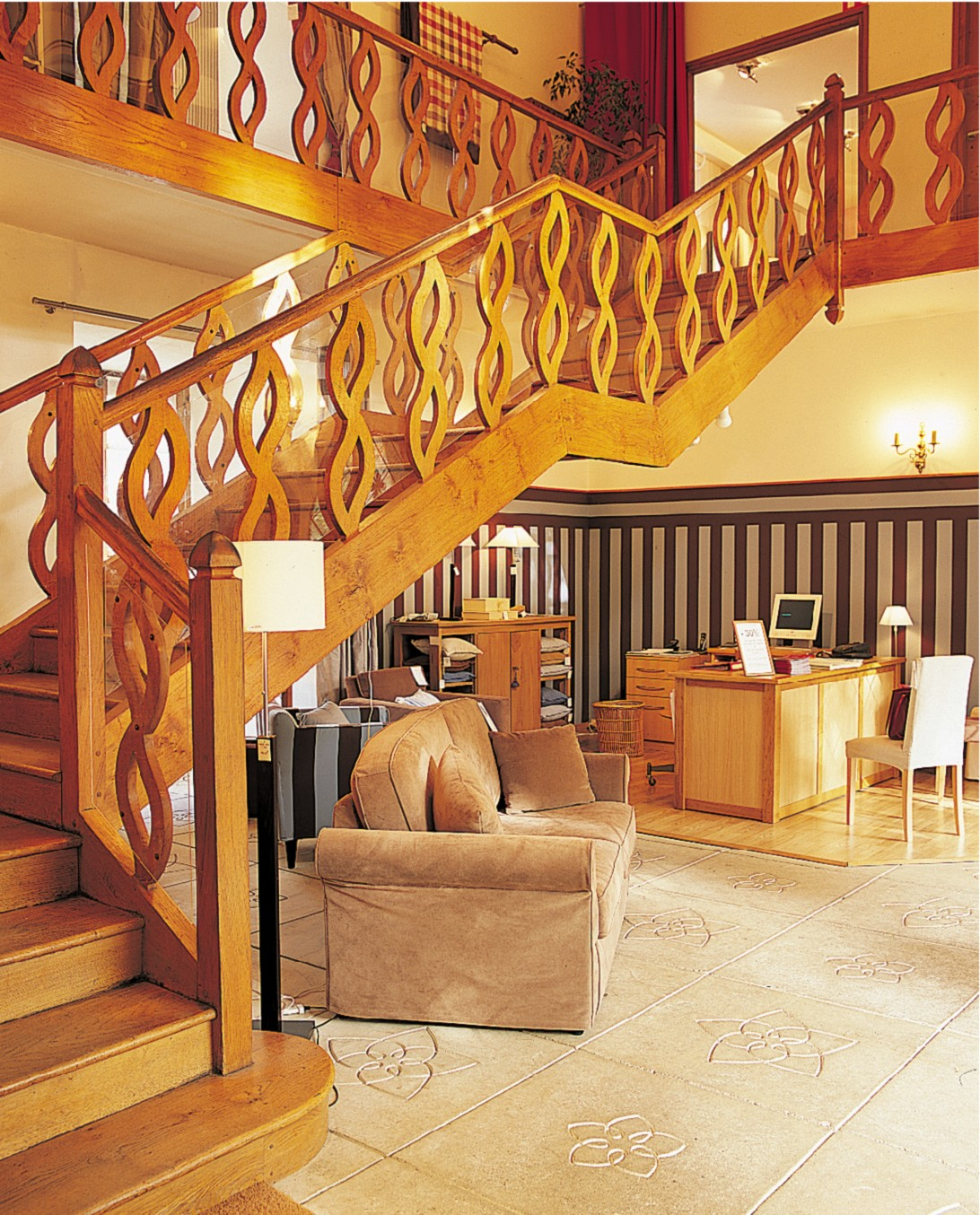
Le magasin Toiles de Mayenne de Fontaine-Daniel

Ouverture du premier magasin à l’enseigne Toiles de Mayenne
La première ouverture de magasin, après Fontaine-Daniel, est réalisée à Montfort-l’Amaury en 1968. C’est une révolution de velours, menée comme les précédentes, avec prudence, pour ne pas porter brutalement atteinte à la chalandise de la vente par correspondance.  Cette boutique est rapidement transférée à Versailles  et suivie de deux autres implantations à Paris, en 1972, rue Notre-Dame-des-Champs (VIe) et rue Lauriston (XVIe). 
Les implantations ultérieures à Nantes, Saint-Germain-en-Laye et Boulogne sont géographiquement significatives. Elles se font dans des quartiers où « la clientèle regarde le produit avant le prix et reste fidèle si elle est satisfaite ». Pour l’habillement, l’échantillonnage pouvait suffire ; pour la décoration et l’ameublement, le magasin a l’avantage de mettre en valeur les étoffes, en grandeur réelle. En 1990, la société possède treize magasins en France. En 1992, une vitrine est ouverte à Laval. En 2006, elle en possède autant, mais la plupart ont déménagé pour être plus visibles.

### 1997

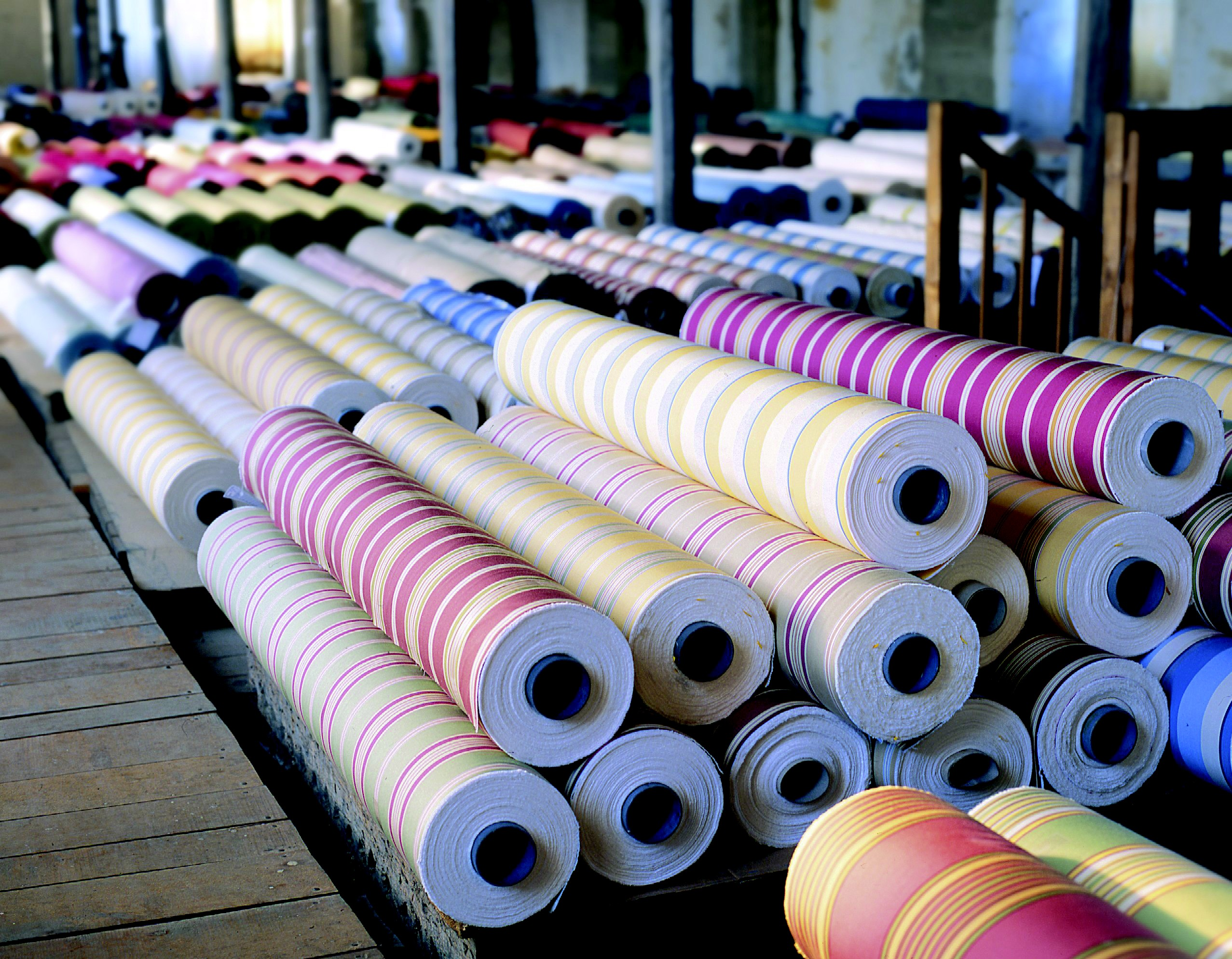
Rouleaux de tissu

Une période périlleuse, marquée notamment par la baisse de production des tissus d’habillement dans un contexte de mondialisation accélérée du textile, se termine. Grâce à une nouvelle stratégie commerciale et à la réduction des cotisations sociales induites par la loi Robien, Toiles de Mayenne amorce un nouveau développement sur le secteur du tissu de décoration.
La conquête de la clientèle est nécessairement au cœur de la stratégie, parce qu’elle est le moteur de la production de l’usine. La vente par correspondance constituait, à ses débuts, une innovation remarquable. Les premiers magasins ont eu pour fonction de présenter les produits en grandeur réelle et de prendre les ordres des clients, dont certains familiers de la VPC. Ces vitrines ont eu à subir, dans les années 1980, la concurrence de grandes chaînes arrivant sur un marché de la décoration en forte croissance. L’atout de Toiles de Mayenne demeure la confection sur mesure des pièces d’ameublement et la diversification de la gamme des produits : tissus mais aussi sièges et objets de décoration. Dans les années 1995-2000, la vente au détail progresse constamment.
Les magasins, les anciens comme les nouveaux s’adressent à des clientèles qui font évoluer la décoration de leurs intérieurs, au cours des différentes étapes de leur existence, dans une société moins figée qu’auparavant.
Ces succès commerciaux résultent des efforts d’adaptation aux tendances de la mode et aussi d’un type de relation à la clientèle. Dans les magasins Toiles de Mayenne, il n’y a pas de vendeuses chargées d’écouler de la marchandise mais des conseillères appliquées à décrypter les attentes des clients et à éclairer leur choix.
L’informatique accompagne cette nouvelle dynamique. Depuis 1998, le système informatique, a été, en trois ans, totalement reconfiguré. Outre son utilité dans la gestion comptable et industrielle, il a permis le développement de la télétransmission à partir des points de vente, accélérant la réalisation des commandes. Les commandes de métrage, par exemple, peuvent être expédiées aux clients dès le lendemain, il fallait naguère au moins six jours. 
Toute l’organisation de l’entreprise est repensée pour servir au mieux les clients. Ateliers et services ont leurs fonctions redéfinies ; ils sont parfois déménagés, exigeant des employés souplesse et adaptation. Nombreux sont les salariés qui acceptent de changer de poste  ou de méthodes, contribuant grandement à la marche en avant.

### 1999

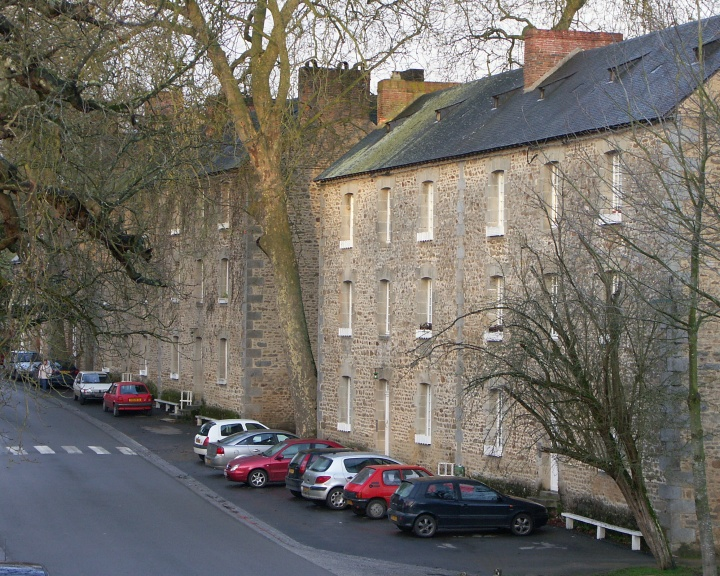
Les immeubles collectifs de Fontaine-Daniel

Début de la rénovation des appartements dans les  immeubles collectifs, grands témoins de la vie ouvrière à Fontaine-Daniel entre 1840 et 1995.
En avril 1999 est créée une structure spécifique, la SARL « Fons Danielis », dont l’objectif est de rénover et de recomposer le village et d’éviter, ainsi, l’effritement et la dégradation du patrimoine qu’il représente. Grâce à un capital constitué par certains membres de la famille Denis et par quelques villageois et grâce à des crédits bancaires, « Fons Danielis » rachète à l’entreprise (qui a besoin de finances pour ses magasins), sept immeubles représentant cinquante-cinq appartements et les modernise petit à petit. Cette initiative repose sur un véritable pari : supposer que le charme et le calme du site convaincront des personnes à venir habiter dans des immeubles à la campagne, à une époque où le rêve de tous est de se faire construire ou de racheter une maison individuelle. 
Ainsi, en ce lieu, le développement du village et celui de l’entreprise continuent d’aller de concert. Initiée par Martin Denis, la construction de logements ouvriers constituait, il y a moins de deux siècles, une démarche progressiste. Les constructions de ses successeurs l’ont pérennisée. Aujourd’hui, « Fons Danielis » en assure le relais. En proposant des appartements modernisés à des personnes venues de tous horizons, attirées par la singularité du lieu, cette initiative permet à Fontaine-Daniel de conserver son harmonie architecturale et naturelle.

### 2006
Le 25 juin 2006, le bicentenaire de la naissance de l’activité textile à Fontaine-Daniel est célébré. Le livre Tissu topique, réalisé avec les Éditions Gallimard, retrace deux siècles d’une aventure humaine, industrielle, sociale et architecturale.

### 2017
En juin, l'entreprise est en cessation de paiement et l'ouverture d'une procédure en redressement judiciaire est prononcée le 5 juillet.

### 2018
Le 21 juin, le Tribunal de commerce de Laval se prononce, parmi six offres présentées, pour l'offre de continuation de l'entreprise, et tous ses salariés conservent leur emploi.